# Christian Weuste

Christian Weuste als Bürgermeister – um 1840

Christian Weuste (* 1. September 1789 in Bergneustadt; † 24. Dezember 1862 in Mülheim an der Ruhr) war ein deutscher Verwaltungsfachmann und Bürgermeister der Stadt Mülheim an der Ruhr von 1822 bis 1847 sowie Leiter der Landbürgermeisterei Mülheim von 1847 bis 1852.

## Leben
Von 1808 war Weuste als Verwaltungsbeamter tätig und 1812 wurde er Maire von Bergneustadt. 1814 wurde er als Kalkulator bei der Kreisdirektion in Wipperfürth angestellt. Kreissekretär der Verwaltung wurde er 1816 in Mettmann und 1817 in Krefeld. Im Mai 1822 setzte ihn die Regierung in Düsseldorf in das Amt des Bürgermeisters in Mülheim an der Ruhr ein. Er war damit der erste Berufsbeamte an der Stadtspitze. In seine Amtszeit fällt die Frühzeit der Industrialisierung im Ruhrtal und seiner Amtsführung wird zugeschrieben, den Grundstein für die Entwicklung Mülheims zur Industrie- und Großstadt gelegt zu haben. In dem Vierteljahrhundert seiner Tätigkeit wuchs die Stadt um 10.000 auf über 25.500 Einwohner und Weuste lag sehr daran, dass sie in dieser Zeit auch ihren dörflichen Charakter abstreifte. So sagte er 1827: „Innerhalb der Stadt sind noch bedeutende Strecken unbebaut und die Straßen durch unanständige Zäune abgeteilt. Die Häuser stehen wie hingeworfene Würfel und jeder baut bisher nach Willkür in eigenem Gefallen.“ Sein Wunsch nach geordneter Stadterweiterung zeigte sich auch in den verschiedensten Bauprojekten, die Weuste verantwortete oder genehmigte.

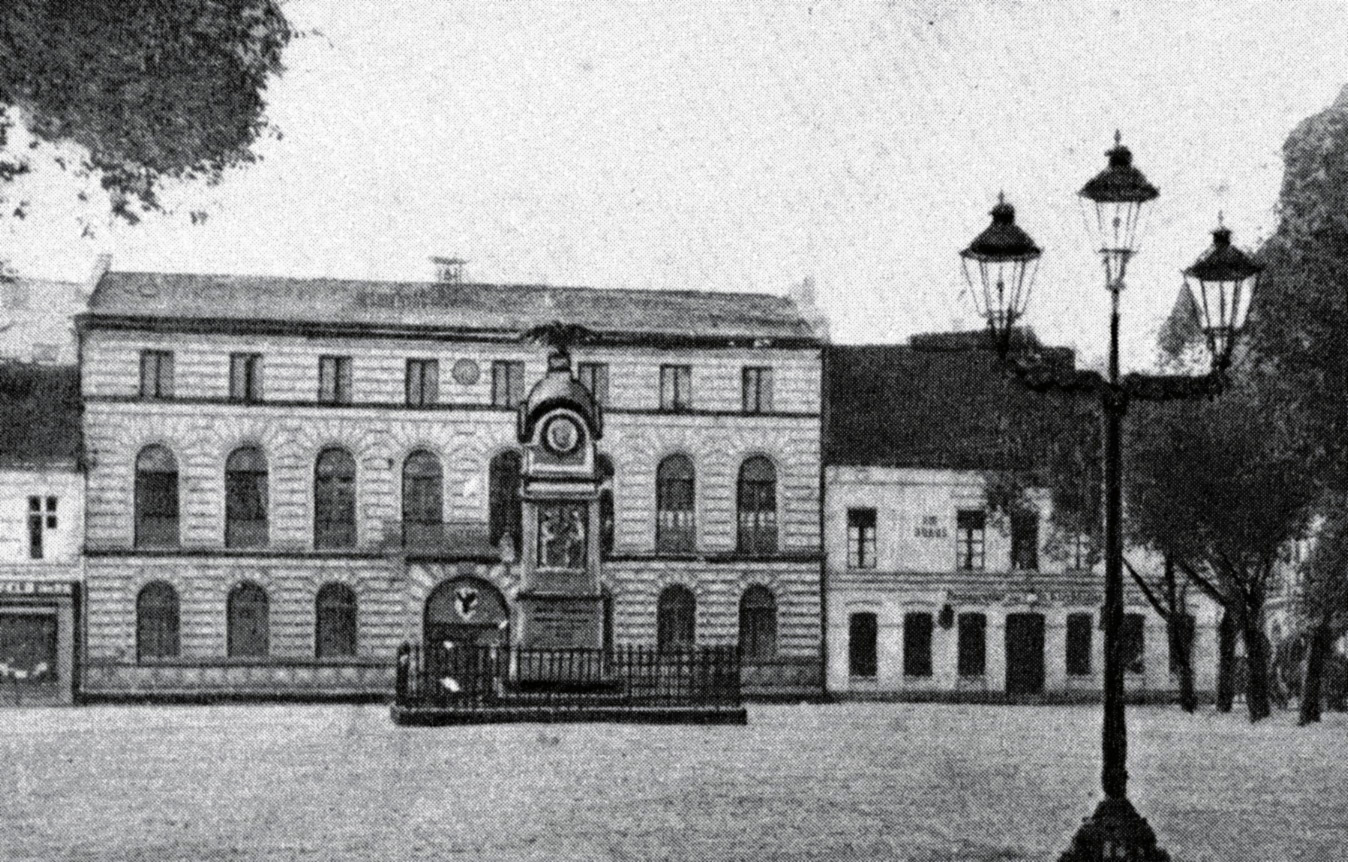
Mülheims altes Rathaus – 1842 unter Weuste errichtet

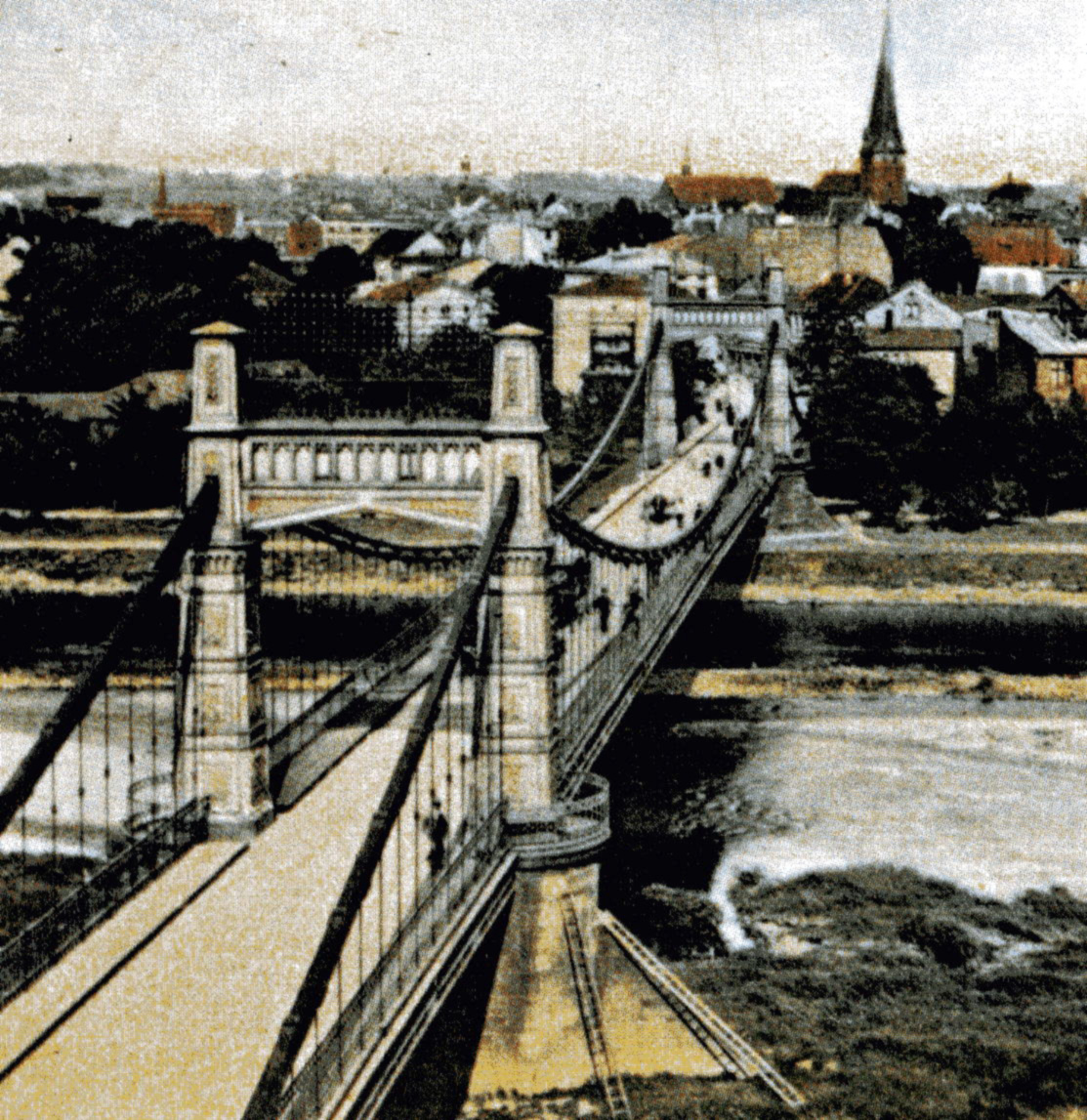
Die Kettenbrücke – Geplant und errichtet unter C. Weuste

Nachdem er die Amtsgeschäfte in den ersten Jahren noch in seinem Privathaus erledigte, wurde im Oktober 1841 mit dem Rathausneubau am „Neuen Markt“ außerhalb des Kirchenhügel begonnen. Die Einweihung des ersten Mülheimer Rathauses konnte am 6. August 1842 gefeiert werden und am gleichen Tag erfolgte die Grundsteinlegung für die Kettenbrücke. Jahrhundertelang war die Überquerung der Ruhr zwischen Broich und Innenstadt nur per Fähre möglich gewesen, doch jetzt bot die von der Friedrich Wilhelms-Hütte maßgeblich mitkonstruierte Hängebrücke erstmals eine feste Verbindung. Auch der übrige Straßenbau wurde den größeren Anforderungen angepasst: Die Aktienstraße und die Chaussee nach Duisburg entstanden und die Eppinghofer Chaussee, ein besserer Feldweg, wurde auf sein Betreiben hin zu einer prächtigen Landstraße ausgebaut.
Neben den Baumaßnahmen führte Weuste wesentliche Verbesserungen im Schulwesen durch und auch die Gründung der Stadtsparkasse fiel in seine Amtszeit. Als 1846 mit der revidierten preußischen Städteordnung die Stadt Mülheim in eine Stadt- und eine Landbürgermeisterei aufgeteilt wurden, entschied sich Weuste, das seiner Ansicht nach schwierigere Amt zu übernehmen. Er gab den Posten als  Bürgermeister der Stadt auf und wurde Landbürgermeister. Diese Position bekleidete er bis zu seiner Pensionierung im Jahre 1852.

## Ehe und Nachkommen
Christian Weuste war seit Ende 1814 mit Helena Dreibholz verheiratet und hatte folgende Nachkommen:
- Hermann Rudolph (* 14. Oktober 1815; † 1856)

⚭ 31. Oktober 1848 mit Arnoldine Herbrecht (* um 1824)
- Eleonore Helene (* 6. Februar 1819; † 1895)

⚭ 7. September 1845 mit Georg Mathias Stinnes (1817–1853), Sohn von Mathias Stinnes
- Friedrich Christian Ernst (* 15. März 1820; † 1852)
- Christian Wilhelm Albrecht (* 20. Februar 1821; † 1890)
- Amalie (1825–1858)